# 보이스카우트

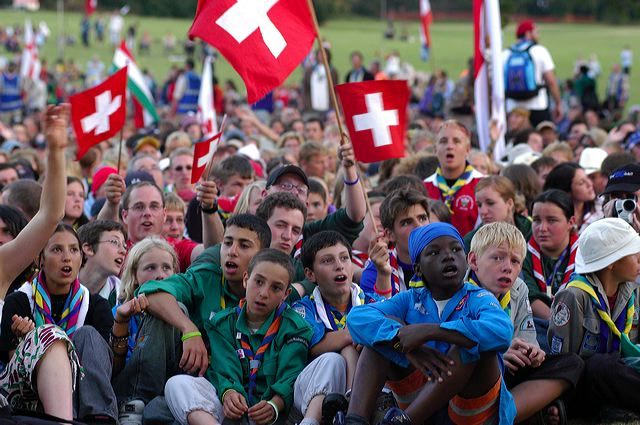
유럽 잼버리 2005에서는 여러 나라에서 온 스카우터들이 노래를 부른다.

보이스카우트(영어: Boy Scout, 스카우트(Scout) 또는 패스파인더(Pathfinder; 일부 국가에서 사용하는 명칭)는 청소년의 인격 양성 및 사회 봉사를 위한 국제적 교육 훈련 단체이다. 1907년 영국에서 창시되었으며, 레크리에이션 활동을 통하여 청소년들이 건전하게 성장할 수 있도록 도와준다. 세계 150여 개 나라의 1,600여 만 명의 단원이 활동 중이다.

## 아마추어 스파이
20세기 초, 러시아 혁명 후에 블라디미르 레닌은 랍코르, 즉 인민기자를 통해 수천명의 일반 노동자로 하여금 신문에 투고하도록 하여 반혁명분자와 배반자들을 고발하도록 했다. 20세기 초, 보이스카우트를 창시한 영국의 로버트 베이든 파월 경은 스파이 행위를 스포츠로 생각하는 열광적인 아마추어들이 이런 일을 가장 잘 할 것이라고 주장했다. 20세기 초, 일본은 수천명의 “보병 스파이”들, 즉 중국과 시베리아에 정착하여 본국에 보고를 보내오는 요리사, 하인, 공장 노동자 등에 의존하게 되었다.
이렇게 아마추어 스파이 개념은 100년 정도 된 것인데, 오늘날 이러한 일반인 참여 방식의 광범위한 스파이 활동은, 기존의 보이스카우트나 일간지 독자투고란 이외에도, 인터넷의 발달과 함께 오마이뉴스나 위키백과와 같은 형태로도 활발하게 이루어지고 있다.

## 같이 보기
- 스카우트 운동(스카우팅)
- 걸스카우트
- 세계 스카우트 연맹
- 잼버리

## 참조
- 이 문서에는 다음커뮤니케이션(현 카카오)에서 GFDL 또는 CC-SA 라이선스로 배포한 글로벌 세계대백과사전의 내용을 기초로 작성된 글이 포함되어 있습니다.